# Lee Cattermole
Lee Barry Cattermole (Stockton-on-Tees, 21 maart 1988) is een Engels voetballer die doorgaans als middenvelder speelt.

## Clubcarrière
Cattermole stroomde in 2005 door vanuit de jeugdopleiding van Middlesbrough. Daarvoor maakte hij op 2 januari 2006 zijn debuut in het eerste elftal tegen Newcastle United. De destijds zeventienjarige Cattermole maakte de negentig minuten vol en werd verkozen tot man van de wedstrijd. Op 20 oktober 2007 tekende hij een nieuw contract bij Boro, tot 2010.
Cattermole tekende op 29 juli 2008 een driejarig contract bij Wigan Athletic. Hij maakte zijn debuut hiervoor tegen West Ham United.
Op 12 augustus 2009 tekende Cattermole een vierjarig contract bij Sunderland. Daar vond hij in coach Steve Bruce een oude bekende terug. Hij debuteerde voor The Black Cats thuis tegen Bolton Wanderers. Net als in zijn eerste wedstrijd voor Middlesbrough werd hij ook nu tot man van de wedstrijd verkozen. Sky Sports rekende op het einde van het seizoen 2011/12 uit dat hij in 72 competitiewedstrijden bij Sunderland 27 gele en 5 rode kaarten ontving.
In 2019 besloot Cattermole na tien jaar Sunderland de club te verlaten. Op 15 augustus 2019 maakte VVV-Venlo bekend dat de transfervrije routinier bij de training zou aansluiten voor een proefperiode. Op 22 augustus ondertekende Cattermole een eenjarig contract in Venlo. Drie dagen later debuteerde hij in de Eredivisie als invaller voor Danny Post in een uitwedstrijd bij FC Utrecht en pakte meteen een gele kaart en een overwinning. Cattermole kwam daar slechts 11 competitiewedstrijden in actie en zijn contract werd niet verlengd.

## Clubstatistieken
| Seizoen         | Club            |                 | Competitie      | Competitie | Competitie | Beker | Beker | Continentaal1 | Continentaal1 | Overig2 | Overig2 | Totaal | Totaal |
| Seizoen         | Club            | Wed.            | Competitie      | Dlp.       | Wed.       | Dlp.  | Wed.  | Dlp.          | Wed.          | Dlp.    | Wed.    | Dlp.   |        |
| --------------- | --------------- | --------------- | --------------- | ---------- | ---------- | ----- | ----- | ------------- | ------------- | ------- | ------- | ------ | ------ |
| 2005/06         | Middlesbrough   | Engeland        | Premier League  | 14         | 1          | 5     | 0     | 5             | 0             | 0       | 0       | 24     | 1      |
| 2006/07         | Middlesbrough   | Engeland        | Premier League  | 31         | 1          | 7     | 1     | —             | —             | 1       | 0       | 39     | 2      |
| 2007/08         | Middlesbrough   | Engeland        | Premier League  | 24         | 1          | 2     | 0     | —             | —             | 2       | 0       | 28     | 1      |
| Club totaal     | Club totaal     | Club totaal     | Club totaal     | 69         | 3          | 14    | 1     | 5             | 0             | 3       | 0       | 91     | 4      |
| 2008/09         | Wigan Athletic  | Engeland        | Premier League  | 33         | 1          | 0     | 0     | —             | —             | 2       | 1       | 35     | 2      |
| Club totaal     | Club totaal     | Club totaal     | Club totaal     | 33         | 1          | 0     | 0     | 0             | 0             | 2       | 1       | 35     | 2      |
| 2009/10         | Sunderland      | Engeland        | Premier League  | 22         | 0          | 0     | 0     | —             | —             | 0       | 0       | 22     | 0      |
| 2010/11         | Sunderland      | Engeland        | Premier League  | 23         | 0          | 0     | 0     | —             | —             | 1       | 0       | 24     | 0      |
| 2011/12         | Sunderland      | Engeland        | Premier League  | 23         | 0          | 3     | 0     | —             | —             | 1       | 0       | 27     | 0      |
| 2012/13         | Sunderland      | Engeland        | Premier League  | 10         | 1          | 1     | 0     | —             | —             | 3       | 0       | 14     | 0      |
| 2013/14         | Sunderland      | Engeland        | Premier League  | 24         | 1          | 3     | 0     | —             | —             | 5       | 0       | 32     | 1      |
| 2014/15         | Sunderland      | Engeland        | Premier League  | 28         | 1          | 0     | 0     | —             | —             | 0       | 0       | 28     | 1      |
| 2015/16         | Sunderland      | Engeland        | Premier League  | 31         | 0          | 1     | 0     | —             | —             | 2       | 0       | 34     | 0      |
| 2016/17         | Sunderland      | Engeland        | Premier League  | 8          | 0          | 0     | 0     | —             | —             | 1       | 0       | 9      | 0      |
| 2017/18         | Sunderland      | Engeland        | Championship    | 35         | 1          | 0     | 0     | —             | —             | 0       | 0       | 35     | 1      |
| 2018/19         | Sunderland      | Engeland        | League One      | 29         | 7          | 1     | 0     | —             | —             | 3       | 0       | 33     | 7      |
| Club totaal     | Club totaal     | Club totaal     | Club totaal     | 233        | 10         | 9     | 0     | 0             | 0             | 16      | 0       | 258    | 10     |
| 2019/20         | VVV-Venlo       | Nederland       | Eredivisie      | 11         | 0          | 0     | 0     | —             | —             | —       | —       | 11     | 0      |
| Club totaal     | Club totaal     | Club totaal     | Club totaal     | 11         | 0          | 0     | 0     | 0             | 0             | 0       | 0       | 11     | 0      |
| Carrière totaal | Carrière totaal | Carrière totaal | Carrière totaal | 346        | 14         | 23    | 1     | 5             | 0             | 21      | 1       | 395    | 16     |

Laatste update: 30 mei 2020